# Кобили (Бардјејов)
Кобили (слч. Kobyly) насељено је мјесто са административним статусом сеоске општине (слч. obec) у округу Бардјејов, у Прешовском крају, Словачка Република.

## Становништво
| Година:    | 1994. | 2004.    | 2014.   | 2024.   |
| ---------- | ----- | -------- | ------- | ------- |
| Број људи: | 766   | 845      | 867     | 903     |
| Разлика:   |       | +10,31 % | +2,60 % | +4,15 % |

| Година:    | 2023. | 2024.   |
| ---------- | ----- | ------- |
| Број људи: | 884   | 903     |
| Разлика:   |       | +2,14 % |

Према подацима о броју становника из 2024. године насеље је имало 903 становника.